# Luigi Talamoni
Ne doit pas être confondu avec Louis Talamoni (sénateur).
Pour les articles homonymes, voir Talamoni.
Louis Talamoni (Monza, 3 octobre 1848 - Milan, 31 janvier 1926) est un prêtre italien fondateur des sœurs de la Miséricorde de Saint Gérard et reconnu bienheureux par l'Église catholique.

## Vie

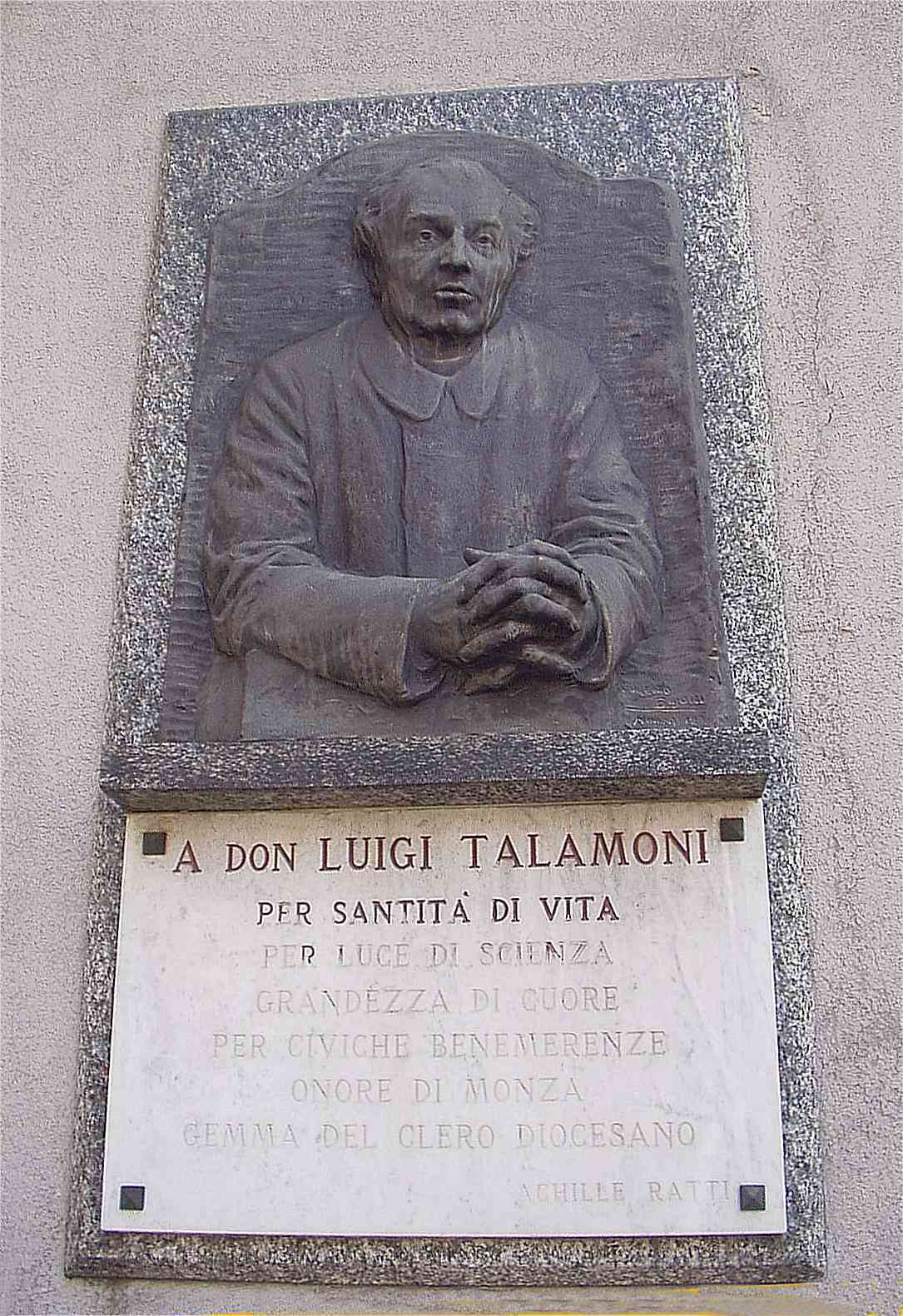
Plaque commémorative à Monza.

Louis (Luigi) Talamoni est le deuxième des six enfants de Giuseppe Talamoni et Maria Angelica Sala ; il a été baptisé quelques heures seulement après sa naissance. Son père travaillait comme chapelier. Louis assistait fréquemment à la messe avec son père et servait à l'autel, ce qui l'a poussé à espérer devenir prêtre.  
Il fait ses études initiales à l'oratoire des Clercs réguliers de Saint-Paul de Carrobiolo (it) à Monza, qui l'accueille ensuite au "séminaire des pauvres" en raison de sa modeste condition économique ; le prêtre barnabite Luigi Villoresi l'encourage et le soutient. En 1865, il obtient son diplôme et commence ses études de prêtrise à Milan, où il suit des cours de théologie et de philosophie, ainsi que de littérature.
Louis Talamoni fut ordonné prêtre le 4 mars 1871 par l'archevêque Luigi Nazari di Calabiana (il célébra sa première messe à Monza) et fut bientôt envoyé pour enseigner au collège San Carlo de Milan où il eut comme étudiant (1874-75) Achille Ratti, le futur pape Pie XI. En 1875, il est appelé à Monza comme professeur du lycée de cette ville et travaille également dans la pastorale avec un accent particulier sur la prédication et le travail au confessionnal.
Le succès croissant du socialisme le conduit vers le domaine politique : il accepte de s'inscrire sur les listes civiles du "Comité catholique de Monza" et en 1893 il est élu au conseil municipal de la ville. Son engagement politique est orienté vers les besoins des écoles et des jardins d'enfants, ainsi que vers l'amélioration de l'état des routes et de l'éclairage public et vers la défense des valeurs morales. 
Louis Talamoni reste également engagé dans la création de maisons pour les pauvres et la protection des petites entreprises ainsi que dans la distribution de médicaments pour les démunis et l'amélioration de l'environnement carcéral. Ses efforts en matière d'œuvres sociales lui valent même l'estime de ses adversaires politiques. Malgré sa réélection en 1923, le climat de violence initié par la vague de fascisme le contraint à démissionner du conseil. Son premier mandat s'étend de 1896 à 1916, puis il est réélu de 1923 à sa démission en 1926.
Il a été encouragé et a aidé à diriger l'organisation des secours que Maria Biffi Levati (1835-1905) a commencé et, avec son aide, a fondé les Sœurs de la Miséricorde de Saint Gérard le 25 mars 1891. Son ordre reçu l'approbation diocésaine du cardinal Andrea Carlo Ferrari le 18 mars 1902.
Louis Talamoni est mort à Milan à la clinique des Sœurs de Marie Enfant, en 1926. Sa dépouille a été exhumée le 20 mai 1966 et transférée dans la maison-mère de l'Ordre. Celui-ci reçu le décret papal de reconnaissance du pape Pie XII le 15 février 1942, et plus tard son approbation papale complète le 10 mai 1948. En 2005, il y avait 90 religieux dans 15 maisons réparties dans différentes villes italiennes ; aussi présents en Suisse et au Togo depuis 2008.